# James Brooke

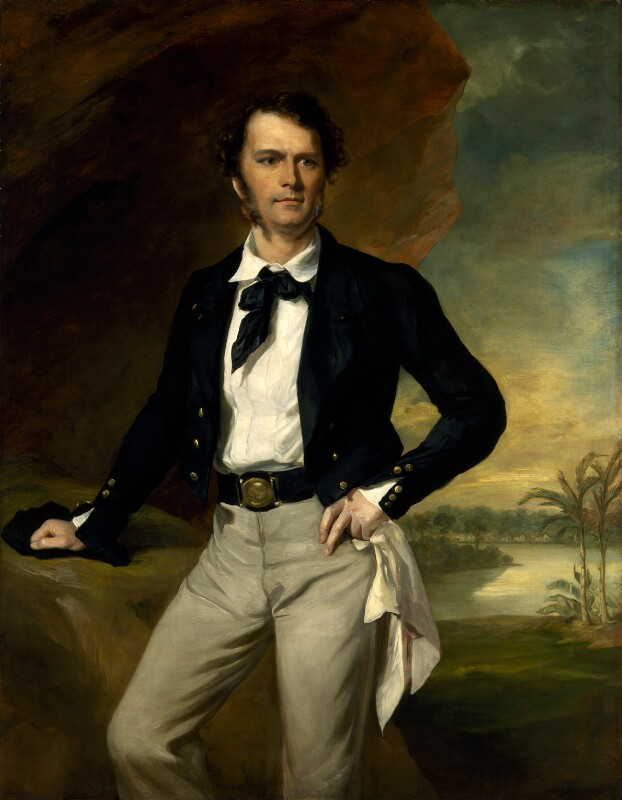
James Brooke

Sir James Brooke (* 29. April 1803 in Secore, bei Benares; † 11. Juni 1868 in Burrator, Devon) war ein englischer Abenteurer und der erste Weiße Raja von Sarawak im Norden Borneos.

## Leben

### Der Weg zum erstenweißen Raja
James Brooke wurde im durch die Ostindien-Kompanie beherrschten Indien geboren. Nach Jahren der Ausbildung in England trat er 1817 in die Armee der Ostindien-Kompanie ein. Als Kadett kämpfte er von 1823 bis 1825 im Feldzug von Assam. Dort wurde er als Führer einer Eingeborenenkavallerieeinheit beim Angriff auf ein Fort verwundet. Nach seinem Genesungsurlaub in England kehrte er 1830 wieder nach Asien zurück. Nach dem Tod seines Vaters und mit dem dadurch erworbenen Erbe (30.000 Pfund Sterling) kaufte er den bewaffneten Schoner The Royalist und bereiste mit ihm 1839 die Küstengewässer Nord-Borneos. Er half Sultan Omar Ali Saifuddin II. von Brunei bei der Befriedung eines Aufstandes der indigenen Bidayuh. Die Befriedung des Aufstandes gelang Brooke ohne ein einziges Opfer: Er rief die Häuptlinge der rebellierenden Stämme zusammen und demonstrierte ihnen die Feuerkraft seines Schiffs. Danach kam es zu einem Friedensabkommen am Sarawak River in der Gegend der heutigen Hauptstadt Kuching. Der Sultan machte ihn dafür am 24. September 1841 als Raja zu seinem Lehnsmann und gab ihm ein riesiges Gebiet zur persönlichen Verwaltung. Dafür hatte er pro Jahr 500 Pfund an den Sultan zu zahlen.

### Regierung

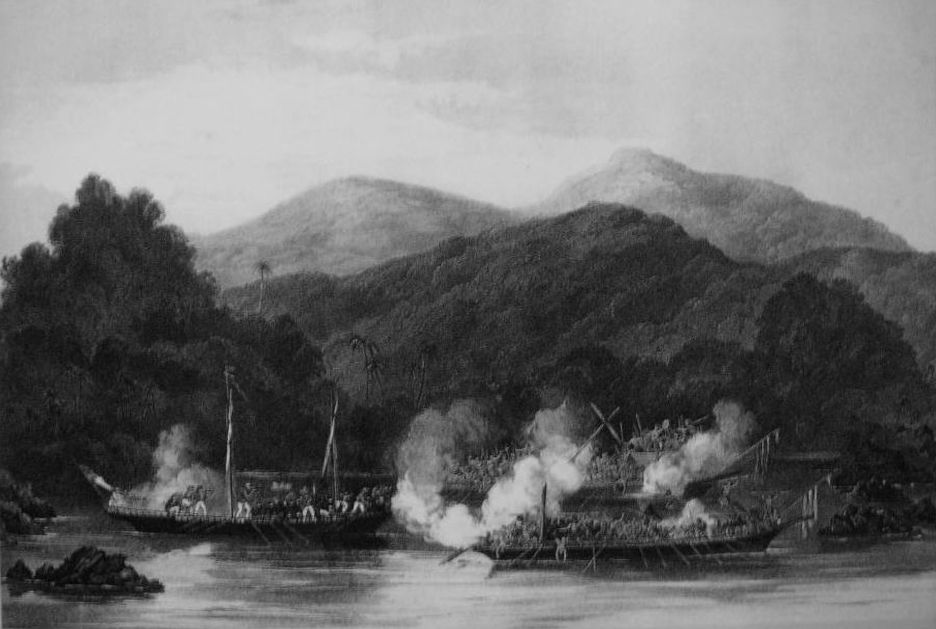
James Brooke im Kampf mit Piraten

James Brooke gelang es, seinen Herrschaftsbereich aus der Oberhoheit des Sultans zu lösen und souverän zu werden. Er begründete die bis 1946 in drei Generationen herrschende Brooke-Dynastie der weißen Rajas. Das Gebiet seiner Herrschaft ist größtenteils identisch mit den heutigen malaysischen Bundesstaaten Sarawak und Sabah. Brooke reformierte die Verwaltung des Landes und führte 1843–1849 gemeinsam mit dem späteren Admiral Sir Henry Keppel mehrere Expeditionen zur Unterdrückung der Piraterie durch den Volksstamm der Iban.
Von Königin Victoria wurde er bei einem Aufenthalt in England am 27. April 1848 als Knight Commander des Bathordens in den Ritterstand erhoben. Außerdem wurde er britischer Generalkonsul in Borneo. 1857 wurde Brooke vorübergehend aus seiner Hauptstadt Kuching vertrieben, konnte aber mit Hilfe seines Neffen und späteren Nachfolgers Charles Anthoni Johnson zurückkehren. Da James Brooke kinderlos blieb, benannte er zuerst seinen Neffen John, den Bruder von Charles, zu seinem Nachfolger. Später nahm er diese Entscheidung jedoch wieder zurück, so dass ab 1865 Charles als Charles Brooke zu seinem Nachfolger bestellt wurde. Im selben Jahr förderte er die Forschungsreise von Odoardo Beccari nach Borneo.

### Erbe

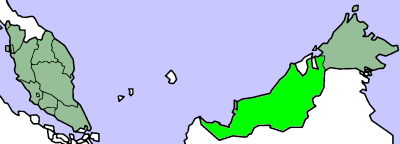
Lage von Sarawak im heutigen Malaysia

Nach seinem Tod 1868 übernahm sein Neffe Charles Johnson Brooke die Herrschaft und machte Sarawak 1888 zum Protektorat des Vereinigten Königreichs von Großbritannien und Irland. Dessen Sohn und Nachfolger, Charles Vyner Brooke, der dritte und letzte weiße Raja, wurde im Zweiten Weltkrieg durch die japanische Armee 1942 vertrieben und kehrte 1945 nach Sarawak zurück. 1946 endete die Regierungszeit der Weißen Rajas von Borneo, als Charles Vyner Brooke die Herrschaft den Briten übergab, die Sarawak bis 1963 als Kolonie verwalteten, bevor es Teil des heutigen Malaysia wurde.

## Sonstiges
Die fleischfressende Pflanze Nepenthes rajah, der Schmetterling Trogonoptera brookiana und die Radscha-Zwergohreule (Otus brookii) wurden nach Brooke benannt.
In den ab 1895 erschienenen Abenteuerbüchern des italienischen Autors Emilio Salgari ist James Brooke der Gegenspieler des Titelhelden Sandokan.
Der 2021 veröffentlichte Film Im Herzen des Dschungels (Edge of the World) thematisiert die Geschichte Brookes.